# Irish League 1986-1987
L'Irish League 1986-1987 è stata la 86ª edizione della prima divisione del campionato nordirlandese di calcio.
Il campionato era formato da quattordici squadre e il Linfield vinse il titolo. Non vi furono retrocessioni.

## Classifica finale
| Pos. | Squadra          | G  | V  | N  | P  | GF | GS | Punti  |
| ---- | ---------------- | -- | -- | -- | -- | -- | -- | ------ |
| 1    | Linfield         | 26 | 18 | 3  | 5  | 50 | 15 | 57     |
| 2    | Coleraine        | 26 | 16 | 5  | 5  | 65 | 26 | 53     |
| 3    | Ards             | 26 | 14 | 6  | 6  | 47 | 31 | 48     |
| 4    | Larne            | 26 | 11 | 9  | 6  | 38 | 24 | 42     |
| 5    | Newry Town       | 26 | 12 | 6  | 8  | 42 | 40 | 42     |
| 6    | Ballymena United | 26 | 11 | 8  | 7  | 45 | 42 | 41     |
| 7    | Glentoran        | 26 | 14 | 6  | 6  | 54 | 30 | 40(-8) |
| 8    | Cliftonville     | 26 | 8  | 9  | 9  | 34 | 29 | 33     |
| 9    | Glenavon         | 26 | 8  | 8  | 10 | 32 | 27 | 32     |
| 10   | Bangor           | 26 | 8  | 2  | 16 | 28 | 52 | 26     |
| 11   | Crusaders        | 26 | 8  | 5  | 13 | 37 | 54 | 25(-4) |
| 12   | Carrick Rangers  | 26 | 6  | 5  | 15 | 27 | 53 | 23     |
| 13   | Portadown        | 26 | 3  | 11 | 12 | 22 | 45 | 20     |
| 14   | Distillery       | 26 | 2  | 3  | 21 | 21 | 74 | 9      |

G = Partite giocate; V = Vittorie; N = Nulle/Pareggi; P = Perse; GF = Goal fatti; GS = Goal subiti; 